# Rabén & Sjögrens debutantpris
Rabén och Sjögrens debutantpris var ett litterärt pris som instiftades 2003 av Rabén och Sjögren. Prissumman var på 25 000 kronor.

## Pristagare
- 2003 – Katarina Kieri för Ingen grekisk gud, precis
- 2004 – Per José Karlén för Boken om känslor

### Fotnoter
1. ↑  ”Rabén och Sjögrens debutantpris”. Svenska Barnboksinstitutet. Arkiverad från originalet den 4 september 2011. https://web.archive.org/web/20110904190459/http://www.sbi.kb.se/sv/Utgivning-och-formedling/Utgivning/Priser/Raben--Sjogrens-debutantpris/. Läst 7 juni 2012.
2. ↑  TT (28 september 2004). ”Karlén årets debutant”. Kristianstadsbladet. https://www.kristianstadsbladet.se/kultur/karlen-arets-debutant/. Läst 7 juni 2012.